# Groupe B du Championnat d'Europe de football 2016
Navigation
- A
- B
- C
- D
- E
- F

- 1/8e
- 1/4
- 1/2
- Finale

Le groupe B de l'Euro 2016, qui se dispute en France du 10 juin au 10 juillet 2016, comprend quatre équipes dont les deux premières se qualifient et peut être la troisième (si elle fait partie des quatre meilleurs troisièmes) pour les huitièmes de finale de la compétition.
Le tirage au sort est effectué le 12 décembre 2015 à Paris.
Le premier de ce groupe, le pays de Galles affronte le troisième du groupe A/C/D et le deuxième de ce groupe, l'Angleterre affronte le deuxième du groupe F.

## Description du groupe
L'Angleterre fait office de favori de ce groupe B. Première équipe qualifiée des éliminatoires, l'Angleterre a fait un sans-faute en remportant ses 10 matches. La Russie, qualifiée directement pour l'Euro, en ayant terminé deuxième de son groupe en éliminatoire derrière l'Autriche, vise logiquement une qualification pour le tour suivant. Le pays de Galles fait office d'outsider, malgré cela il est très bon défensivement et peut compter sur Gareth Bale, star de l'équipe. Le pays de Galles a les possibilités de finir deuxième aux dépens de la Russie. La Slovaquie participe pour la première fois à la compétition européenne après de bons éliminatoires en finissant deuxième et en battant notamment l'Espagne, double tenant du titre. Le premier match de ce groupe opposera le pays de Galles à la Slovaquie.

## Classement
| Rang | Équipe         | Pts | J | G | N | P | Bp | Bc | Diff |
| ---- | -------------- | --- | - | - | - | - | -- | -- | ---- |
| 1    | Pays de Galles | 6   | 3 | 2 | 0 | 1 | 6  | 3  | +3   |
| 2    | Angleterre     | 5   | 3 | 1 | 2 | 0 | 3  | 2  | +1   |
| 3    | Slovaquie      | 4   | 3 | 1 | 1 | 1 | 3  | 3  | 0    |
| 4    | Russie         | 1   | 3 | 0 | 1 | 2 | 2  | 6  | -4   |

     Équipes directement qualifiées ;      Équipe qualifiée en tant que meilleure 3e ; Pts : points ; J : matchs joués ; G : matchs gagnés ; N : matchs nuls ; P : matchs perdus ;

Bp : buts pour ; Bc : buts contre ; Diff : différence de buts.

## Matchs

### Pays de Galles - Slovaquie
| Match 3                                              | Pays de Galles                       | 2 - 1   | Slovaquie       | Matmut Atlantique, Bordeaux                        |                                                    |
| 11 juin 2016 · 18 h CEST · Historique des rencontres | Bale 10e · ( Ramsey) Robson-Kanu 81e | (1 - 0) | 61e Duda (Mak ) | Spectateurs : 37 831 Arbitrage : Svein Oddvar Moen | Spectateurs : 37 831 Arbitrage : Svein Oddvar Moen |
| 11 juin 2016 · 18 h CEST · Historique des rencontres | Rapport                              |         |                 | Spectateurs : 37 831 Arbitrage : Svein Oddvar Moen | Spectateurs : 37 831 Arbitrage : Svein Oddvar Moen |

| Pays de Galles | Slovaquie |

| Pays de Galles : |    |                   |  |     |
|                  |    |                   |  |     |
| Gardien de but   | 21 | Danny Ward        |  |     |
|                  | 2  | Chris Gunter      |  |     |
|                  | 3  | Neil Taylor       |  |     |
|                  | 4  | Ben Davies        |  |     |
|                  | 5  | James Chester     |  |     |
|                  | 6  | Ashley Williams   |  |     |
|                  | 7  | Joe Allen         |  |     |
|                  | 10 | Aaron Ramsey      |  | 88e |
|                  | 11 | Gareth Bale       |  |     |
|                  | 14 | David Edwards     |  | 69e |
|                  | 20 | Jonathan Williams |  | 71e |
| Remplaçants :    |    |                   |  |     |
|                  | 16 | Joe Ledley        |  | 69e |
|                  | 9  | Hal Robson-Kanu   |  | 71e |
|                  | 15 | Ashley Richards   |  | 88e |
| Sélectionneur :  |    |                   |  |     |
| Chris Coleman    |    |                   |  |     |

| Slovaquie :     |    |                   |  |       |     |
|                 |    |                   |  |       |     |
| Gardien de but  | 23 | Matúš Kozáčik     |  |       |     |
|                 | 2  | Peter Pekarík     |  |       |     |
|                 | 3  | Martin Škrtel     |  | 90+2e |     |
|                 | 4  | Ján Ďurica        |  |       |     |
|                 | 7  | Vladimír Weiss    |  | 80e   | 83e |
|                 | 13 | Patrik Hrošovský0 |  | 31e   | 60e |
|                 | 17 | Marek Hamšík      |  |       |     |
|                 | 18 | Dušan Švento      |  |       |     |
|                 | 19 | Juraj Kucka       |  | 83e   |     |
|                 | 20 | Róbert Mak        |  | 78e   |     |
|                 | 21 | Michal Ďuriš      |  |       | 59e |
| Remplaçants :   |    |                   |  |       |     |
|                 | 11 | Adam Nemec        |  |       | 59e |
|                 | 8  | Ondrej Duda       |  |       | 60e |
|                 | 10 | Miroslav Stoch    |  |       | 83e |
| Sélectionneur : |    |                   |  |       |     |
| Ján Kozák       |    |                   |  |       |     |

| Assistants : Kim Tomas Haglund (no) Frank Andås (hu) Quatrième arbitre : Alexeï Koulbakov (en) Arbitres assistants additionnels : Ken Henry Johnsen (no) Svein-Erik Edvartsen (no) Homme du match : Joe Allen |

### Angleterre - Russie
| Match 4                                              | Angleterre | 1 - 1   | Russie               | Stade Vélodrome, Marseille                      |                                                 |
| 11 juin 2016 · 21 h CEST · Historique des rencontres | Dier 73e   | (0 - 0) | 90+2e V. Bérézoutski | Spectateurs : 62 343 Arbitrage : Nicola Rizzoli | Spectateurs : 62 343 Arbitrage : Nicola Rizzoli |
| 11 juin 2016 · 21 h CEST · Historique des rencontres | Rapport    |         |                      | Spectateurs : 62 343 Arbitrage : Nicola Rizzoli | Spectateurs : 62 343 Arbitrage : Nicola Rizzoli |

| Angleterre | Russie |

| Angleterre :    |    |                 |  |     |     |
|                 |    |                 |  |     |     |
| Gardien de but  | 1  | Joe Hart        |  |     |     |
|                 | 2  | Kyle Walker     |  |     |     |
|                 | 3  | Danny Rose      |  |     |     |
|                 | 5  | Gary Cahill     |  | 62e |     |
|                 | 6  | Chris Smalling  |  |     |     |
|                 | 7  | Raheem Sterling |  |     | 87e |
|                 | 8  | Adam Lallana    |  |     |     |
|                 | 9  | Harry Kane      |  |     |     |
|                 | 10 | Wayne Rooney    |  |     | 78e |
|                 | 17 | Eric Dier       |  |     |     |
|                 | 20 | Dele Alli       |  |     |     |
| Remplaçants :   |    |                 |  |     |     |
|                 | 18 | Jack Wilshere   |  |     | 78e |
|                 | 4  | James Milner    |  |     | 87e |
| Sélectionneur : |    |                 |  |     |     |
| Roy Hodgson     |    |                 |  |     |     |

| Russie :        |    |                       |  |     |     |
|                 |    |                       |  |     |     |
| Gardien de but  | 1  | Igor Akinfeïev        |  |     |     |
|                 | 3  | Igor Smolnikov        |  |     |     |
|                 | 4  | Sergueï Ignachevitch  |  |     |     |
|                 | 5  | Roman Neustädter      |  |     | 80e |
|                 | 9  | Alexandre Kokorine    |  |     |     |
|                 | 10 | Fiodor Smolov         |  |     | 85e |
|                 | 13 | Alexandre Golovine    |  |     | 77e |
|                 | 14 | Vassili Bérézoutski   |  |     |     |
|                 | 17 | Oleg Chatov           |  |     |     |
|                 | 21 | Gueorgui Chtchennikov |  | 72e |     |
|                 | 22 | Artiom Dziouba        |  |     |     |
| Remplaçants :   |    |                       |  |     |     |
|                 | 15 | Roman Chirokov        |  |     | 77e |
|                 | 8  | Denis Glouchakov      |  |     | 80e |
|                 | 11 | Pavel Mamaïev         |  |     | 85e |
| Sélectionneur : |    |                       |  |     |     |
| Leonid Sloutski |    |                       |  |     |     |

| Assistants : Elenito Di Liberatore Mauro Tonolini Quatrième arbitre : Anastásios Sidirópoulos Arbitres assistants additionnels : Daniele Orsato Antonio Damato (it) Homme du match : Eric Dier |

### Russie - Slovaquie
| Match 13                                             | Russie                   | 1 - 2   | Slovaquie                                 | Stade Pierre-Mauroy, Villeneuve-d'Ascq         |                                                |
| 15 juin 2016 · 15 h CEST · Historique des rencontres | ( Chatov) Glouchakov 80e | (0 - 2) | 32e Weiss (Hamšík ) · 45e Hamšík (Weiss ) | Spectateurs : 38 989 Arbitrage : Damir Skomina | Spectateurs : 38 989 Arbitrage : Damir Skomina |
| 15 juin 2016 · 15 h CEST · Historique des rencontres | Rapport                  |         |                                           | Spectateurs : 38 989 Arbitrage : Damir Skomina | Spectateurs : 38 989 Arbitrage : Damir Skomina |

| Russie | Slovaquie |

| Russie :        |    |                       |     |
|                 |    |                       |     |
| Gardien de but  | 1  | Igor Akinfeïev        |     |
|                 | 3  | Igor Smolnikov        |     |
|                 | 4  | Sergueï Ignachevitch  |     |
|                 | 5  | Roman Neustädter      | 46e |
|                 | 9  | Alexandre Kokorine    | 75e |
|                 | 10 | Fiodor Smolov         |     |
|                 | 13 | Alexandre Golovine    | 46e |
|                 | 14 | Vassili Bérézoutski   |     |
|                 | 17 | Oleg Chatov           |     |
|                 | 21 | Gueorgui Chtchennikov |     |
|                 | 22 | Artiom Dziouba        |     |
| Remplaçants :   |    |                       |     |
|                 | 11 | Pavel Mamaïev         | 46e |
|                 | 8  | Denis Glouchakov      | 46e |
|                 | 15 | Roman Chirokov        | 75e |
| Sélectionneur : |    |                       |     |
| Leonid Sloutski |    |                       |     |

| Slovaquie :     |    |                 |     |     |
|                 |    |                 |     |     |
| Gardien de but  | 23 | Matúš Kozáčik   |     |     |
|                 | 2  | Peter Pekarík   |     |     |
|                 | 3  | Martin Škrtel   |     |     |
|                 | 4  | Ján Ďurica      | 46e |     |
|                 | 7  | Vladimír Weiss  |     | 72e |
|                 | 8  | Ondrej Duda     |     | 67e |
|                 | 15 | Tomáš Hubočan   |     |     |
|                 | 17 | Marek Hamšík    |     |     |
|                 | 19 | Juraj Kucka     |     |     |
|                 | 20 | Róbert Mak      |     | 80e |
|                 | 22 | Viktor Pečovský |     |     |
| Remplaçants :   |    |                 |     |     |
|                 | 11 | Adam Nemec      |     | 67e |
|                 | 18 | Dušan Švento    |     | 72e |
|                 | 21 | Michal Ďuriš    |     | 80e |
| Sélectionneur : |    |                 |     |     |
| Ján Kozák       |    |                 |     |     |

| Assistants : Jure Praprotnik Robert Vukan Quatrième arbitre : Jonas Eriksson Arbitres assistants additionnels : Matej Jug Slavko Vinčić Homme du match : Marek Hamšík |

### Angleterre - pays de Galles
| Match 16                                             | Angleterre                               | 2 - 1   | Pays de Galles | Stade Bollaert-Delelis, Lens                 |                                              |
| 16 juin 2016 · 15 h CEST · Historique des rencontres | Vardy 56e · ( Dele Alli) Sturridge 90+2e | (0 - 1) | 42e Bale       | Spectateurs : 34 033 Arbitrage : Felix Brych | Spectateurs : 34 033 Arbitrage : Felix Brych |
| 16 juin 2016 · 15 h CEST · Historique des rencontres | Rapport                                  |         |                | Spectateurs : 34 033 Arbitrage : Felix Brych | Spectateurs : 34 033 Arbitrage : Felix Brych |

| Angleterre | Pays de Galles |

| Angleterre :    |    |                  |     |
|                 |    |                  |     |
| Gardien de but  | 1  | Joe Hart         |     |
|                 | 2  | Kyle Walker      |     |
|                 | 3  | Danny Rose       |     |
|                 | 5  | Gary Cahill      |     |
|                 | 6  | Chris Smalling   |     |
|                 | 7  | Raheem Sterling  | 46e |
|                 | 8  | Adam Lallana     | 73e |
|                 | 9  | Harry Kane       | 46e |
|                 | 10 | Wayne Rooney     |     |
|                 | 17 | Eric Dier        |     |
|                 | 20 | Dele Alli        |     |
| Remplaçants :   |    |                  |     |
|                 | 15 | Daniel Sturridge | 46e |
|                 | 11 | Jamie Vardy      | 46e |
|                 | 22 | Marcus Rashford  | 73e |
| Sélectionneur : |    |                  |     |
| Roy Hodgson     |    |                  |     |

| Pays de Galles : |    |                   |     |     |
|                  |    |                   |     |     |
| Gardien de but   | 1  | Wayne Hennessey   |     |     |
|                  | 2  | Chris Gunter      |     |     |
|                  | 3  | Neil Taylor       |     |     |
|                  | 4  | Ben Davies        | 61e |     |
|                  | 5  | James Chester     |     |     |
|                  | 6  | Ashley Williams   |     |     |
|                  | 7  | Joe Allen         |     |     |
|                  | 9  | Hal Robson-Kanu   |     | 72e |
|                  | 10 | Aaron Ramsey      |     |     |
|                  | 11 | Gareth Bale       |     |     |
|                  | 16 | Joe Ledley        |     | 67e |
| Remplaçants :    |    |                   |     |     |
|                  | 14 | David Edwards     |     | 67e |
|                  | 20 | Jonathan Williams |     | 72e |
| Sélectionneur :  |    |                   |     |     |
| Chris Coleman    |    |                   |     |     |

| Assistants : Mark Borsch Stefan Lupp Quatrième arbitre : Matej Jug Arbitres assistants additionnels : Bastian Dankert Marco Fritz Homme du match : Kyle Walker |

### Russie - pays de Galles
| Match 27                                             | Russie  | 0 - 3   | Pays de Galles                                       | Stadium, Toulouse                               |                                                 |
| 20 juin 2016 · 21 h CEST · Historique des rencontres |         | (0 - 2) | 11e Ramsey (Alen ) · 20e Taylor · 67e Bale (Ramsey ) | Spectateurs : 28 840 Arbitrage : Jonas Eriksson | Spectateurs : 28 840 Arbitrage : Jonas Eriksson |
| 20 juin 2016 · 21 h CEST · Historique des rencontres | Rapport |         |                                                      | Spectateurs : 28 840 Arbitrage : Jonas Eriksson | Spectateurs : 28 840 Arbitrage : Jonas Eriksson |

| Russie | Pays de Galles |

| Russie :        |    |                      |     |     |
|                 |    |                      |     |     |
| Gardien de but  | 1  | Igor Akinfeïev       |     |     |
|                 | 3  | Igor Smolnikov       |     |     |
|                 | 4  | Sergueï Ignachevitch |     |     |
|                 | 8  | Denis Glouchakov     |     |     |
|                 | 9  | Alexandre Kokorine   |     |     |
|                 | 10 | Fiodor Smolov        |     | 70e |
|                 | 11 | Pavel Mamaïev        | 64e |     |
|                 | 14 | Vassili Bérézoutski  |     | 46e |
|                 | 15 | Roman Chirokov       |     | 52e |
|                 | 22 | Artiom Dziouba       |     |     |
|                 | 23 | Dmitri Kombarov      |     |     |
| Remplaçants :   |    |                      |     |     |
|                 | 6  | Alexeï Bérézoutski   |     | 46e |
|                 | 13 | Alexandre Golovine   |     | 52e |
|                 | 19 | Alexandre Samedov    |     | 70e |
| Sélectionneur : |    |                      |     |     |
| Leonid Sloutski |    |                      |     |     |

| Pays de Galles : |    |                 |     |     |
|                  |    |                 |     |     |
| Gardien de but   | 1  | Wayne Hennessey |     |     |
|                  | 2  | Chris Gunter    |     |     |
|                  | 3  | Neil Taylor     |     |     |
|                  | 4  | Ben Davies      |     |     |
|                  | 5  | James Chester   |     |     |
|                  | 6  | Ashley Williams |     |     |
|                  | 7  | Joe Allen       |     | 74e |
|                  | 10 | Aaron Ramsey    |     |     |
|                  | 11 | Gareth Bale     |     | 83e |
|                  | 16 | Joe Ledley      |     | 76e |
|                  | 18 | Sam Vokes       | 16e |     |
| Remplaçants :    |    |                 |     |     |
|                  | 14 | David Edwards   |     | 74e |
|                  | 8  | Andy King       |     | 75e |
|                  | 23 | Simon Church    |     | 83e |
| Sélectionneur :  |    |                 |     |     |
| Chris Coleman    |    |                 |     |     |

| Assistants : Mathias Klasenius Daniel Wärnmark Quatrième arbitre : Daniele Orsato Arbitres assistants additionnels : Stefan Johannesson Markus Strömbergsson Homme du match : Aaron Ramsey |

#### Contexte
En raison d'orages le 18 juin en Carélie russe qui firent 15 noyés parmi des écoliers, les joueurs de l'Équipe de Russie de football arborent un brassard noir, synonyme de deuil[réf. souhaitée].

### Slovaquie - Angleterre
| Match 28                                             | Slovaquie | 0 - 0   | Angleterre | Stade Geoffroy-Guichard, Saint-Étienne                   |                                                          |
| 20 juin 2016 · 21 h CEST · Historique des rencontres |           | (0 - 0) |            | Spectateurs : 39 051 Arbitrage : Carlos Velasco Carballo | Spectateurs : 39 051 Arbitrage : Carlos Velasco Carballo |
| 20 juin 2016 · 21 h CEST · Historique des rencontres | Rapport   |         |            | Spectateurs : 39 051 Arbitrage : Carlos Velasco Carballo | Spectateurs : 39 051 Arbitrage : Carlos Velasco Carballo |

| Slovaquie | Angleterre |

| Slovaquie :     |    |                 |     |     |
|                 |    |                 |     |     |
| Gardien de but  | 23 | Matúš Kozáčik   |     |     |
|                 | 2  | Peter Pekarík   |     |     |
|                 | 3  | Martin Škrtel   |     |     |
|                 | 4  | Ján Ďurica      |     |     |
|                 | 7  | Vladimír Weiss  |     | 78e |
|                 | 8  | Ondrej Duda     |     | 57e |
|                 | 15 | Tomáš Hubočan   |     |     |
|                 | 17 | Marek Hamšík    |     |     |
|                 | 19 | Juraj Kucka     |     |     |
|                 | 20 | Róbert Mak      |     |     |
|                 | 22 | Viktor Pečovský | 24e | 67e |
| Remplaçants :   |    |                 |     |     |
|                 | 18 | Dušan Švento    |     | 57e |
|                 | 5  | Norbert Gyömbér |     | 67e |
|                 | 14 | Milan Škriniar  |     | 78e |
| Sélectionneur : |    |                 |     |     |
| Ján Kozák       |    |                 |     |     |

| Angleterre :    |    |                  |     |     |
|                 |    |                  |     |     |
| Gardien de but  | 1  | Joe Hart         |     |     |
|                 | 5  | Gary Cahill      |     |     |
|                 | 6  | Chris Smalling   |     |     |
|                 | 8  | Adam Lallana     |     | 61e |
|                 | 11 | Jamie Vardy      |     |     |
|                 | 12 | Nathaniel Clyne  |     |     |
|                 | 14 | Jordan Henderson |     |     |
|                 | 15 | Daniel Sturridge |     | 76e |
|                 | 17 | Eric Dier        |     |     |
|                 | 18 | Jack Wilshere    |     | 56e |
|                 | 21 | Ryan Bertrand    | 52e |     |
| Remplaçants :   |    |                  |     |     |
|                 | 10 | Wayne Rooney     |     | 56e |
|                 | 20 | Dele Alli        |     | 61e |
|                 | 9  | Harry Kane       |     | 76e |
| Sélectionneur : |    |                  |     |     |
| Roy Hodgson     |    |                  |     |     |

| Assistants : Roberto Alonso Fernández Juan Carlos Yuste Jiménez Quatrième arbitre : Antonio Damato Arbitres assistants additionnels : Jesús Gil Manzano Carlos del Cerro Grande Homme du match : Matúš Kozáčik |

## Homme du match
| Match | Résultats      | Résultats | Résultats      | Homme du match |
| ----- | -------------- | --------- | -------------- | -------------- |
| 3     | Pays de Galles | 2 - 1     | Slovaquie      | Joe Allen      |
| 4     | Angleterre     | 1 - 1     | Russie         | Eric Dier      |
| 13    | Russie         | 1 - 2     | Slovaquie      | Marek Hamšík   |
| 16    | Anlgeterre     | 2 - 1     | Pays de Galles | Kyle Walker    |
| 27    | Russie         | 0 - 3     | Pays de Galles | Aaron Ramsey   |
| 28    | Slovaquie      | 0 - 0     | Angleterre     | Matúš Kozáčik  |

Gareth Bale est désigné meilleur joueur de la Poule B.

## Buteurs et passeurs
| 3 buts - Gareth Bale 1 but - Eric Dier - Daniel Sturridge - Jamie Vardy - Aaron Ramsey - Hal Robson-Kanu - Neil Taylor - Vassili Bérézoutski - Denis Glouchakov - Ondrej Duda - Marek Hamšík - Vladimír Weiss | 2 passes - Aaron Ramsey 1 passe - Dele Alli - Joe Allen - Oleg Chatov - Gueorgui Chtchennikov - Marek Hamšík - Róbert Mak - Vladimír Weiss |